# Episodi di The Vampire Diaries (quinta stagione)
La quinta stagione della serie televisiva The Vampire Diaries, composta da ventidue episodi, è stata trasmessa sul canale statunitense The CW dal 3 ottobre 2013 al 15 maggio 2014.
In Italia, la stagione è stata trasmessa in prima visione assoluta dal 13 febbraio al 5 giugno 2014 su Mya di Mediaset Premium. Il primo episodio era stato reso disponibile in anteprima assoluta sul servizio Premium Play dal 7 al 9 febbraio 2014. È stata trasmessa in chiaro dal 7 ottobre al 16 dicembre 2014 su La5.
Sara Canning, Kayla Ewell, Matt Davis e Joseph Morgan ricompaiono come guest star.
| n° | Titolo originale                | Titolo italiano                   | Prima TV USA     | Prima TV Italia  |
| -- | ------------------------------- | --------------------------------- | ---------------- | ---------------- |
| 1  | I Know What You Did Last Summer | So cosa hai fatto l'estate scorsa | 3 ottobre 2013   | 13 febbraio 2014 |
| 2  | True Lies                       | Vere bugie                        | 10 ottobre 2013  | 13 febbraio 2014 |
| 3  | Original Sin                    | Peccato originale                 | 17 ottobre 2013  | 20 febbraio 2014 |
| 4  | For Whom the Bell Tolls         | Per chi suona la campana          | 24 ottobre 2013  | 20 febbraio 2014 |
| 5  | Monster's Ball                  | Il ballo dei mostri               | 31 ottobre 2013  | 27 febbraio 2014 |
| 6  | Handle with Care                | Maneggiare con cura               | 7 novembre 2013  | 27 febbraio 2014 |
| 7  | Death and the Maiden            | Il ritorno di Bonnie              | 14 novembre 2013 | 6 marzo 2014     |
| 8  | Dead Man on Campus              | Morti sospette                    | 21 novembre 2013 | 6 marzo 2014     |
| 9  | The Cell                        | La cella                          | 5 dicembre 2013  | 13 marzo 2014    |
| 10 | Fifty Shades of Grayson         | Cinquanta sfumature di Grayson    | 12 dicembre 2013 | 13 marzo 2014    |
| 11 | 500 Years of Solitude           | Cinquecento anni di solitudine    | 23 gennaio 2014  | 20 marzo 2014    |
| 12 | The Devil Inside                | Il Diavolo dentro                 | 30 gennaio 2014  | 27 marzo 2014    |
| 13 | Total Eclipse of the Heart      | Eclissi totale                    | 6 febbraio 2014  | 3 aprile 2014    |
| 14 | No Exit                         | Imprigionati                      | 27 febbraio 2014 | 10 aprile 2014   |
| 15 | Gone Girl                       | Ragazza perduta                   | 6 marzo 2014     | 17 aprile 2014   |
| 16 | While You Were Sleeping         | Mentre tu dormivi                 | 20 marzo 2014    | 24 aprile 2014   |
| 17 | Rescue Me                       | Salvami                           | 27 marzo 2014    | 1º maggio 2014   |
| 18 | Resident Evil                   | Il male a Mystic Falls            | 17 aprile 2014   | 8 maggio 2014    |
| 19 | Man on Fire                     | Un uomo in fiamme                 | 24 aprile 2014   | 15 maggio 2014   |
| 20 | What Lies Beneath               | Chi giace là sotto                | 1º maggio 2014   | 22 maggio 2014   |
| 21 | Promised Land                   | Terra promessa                    | 8 maggio 2014    | 29 maggio 2014   |
| 22 | Home                            | Casa                              | 15 maggio 2014   | 5 giugno 2014    |

## So cosa hai fatto l'estate scorsa
- Titolo originale: I Know What You Did Last Summer
- Diretto da: Lance Anderson
- Scritto da: Caroline Dries

### Trama
Elena, dopo aver passato l'estate a con Damon in casa Salvatore, si appresta ad affrontare la sua nuova esperienza al college insieme a Caroline. Jeremy, tornato in vita grazie a Bonnie, deve giustificare a scuola il suo ritorno, fingendo di aver inscenato la sua morte. Bonnie continua a nascondere la sua morte chiedendo a Jeremy stesso (che è in grado di vedere e parlare con i fantasmi) di scrivere e mandare messaggi e cartoline per conto suo ad amici e familiari. Matt ha passato l'estate in giro per l'Europa con Rebekah e in uno dei suoi viaggi ha conosciuto una ragazza, Nadia, che gli ha portato via l'anello dei Gilbert che gli serve per tornare in vita. Tyler invece ha passato l'estate con un gruppo di nuovi lupi mannari, ancora lontano da casa. Katherine intanto, ritornata umana, chiede asilo a Damon in casa sua perché, nel suo nuovo stato, non è più in grado di difendersi come quando era una vampira. Nessuno sembra essersi accorto della sospetta lontananza di Stefan: solo Elena ha degli strani sogni su di lui, ma si rifiuta di confidarsi con Damon. Silas torna in città con le sembianze di Stefan, confidando allo sceriffo Forbes che Stefan è il suo doppelganger. 
Elena, arrivata al college, scopre suo malgrado che, oltre a Caroline, deve condividere il dormitorio con un'altra ragazza, Megan. Caroline è molto sospettosa nei confronti della ragazza, dopo aver scoperto che questa ha una bottiglietta d'acqua contenente della verbena. La sera le tre ragazze vanno alla festa di una confraternita, ma Elena e Caroline non possono entrare non essendo state invitate dal padrone di casa. Quando, rammaricate, sono in procinto di tornare a casa, Elena riceve una richiesta di aiuto da parte di Megan: mentre le due vampire tentano di capire cosa sta succedendo, la ragazza cade dal secondo piano morendo di fronte ai loro occhi. La cosa che sconcerta le due ragazze è che c'è un morso di vampiro sul suo collo. Caroline sottrae il telefono di Megan per scoprire qualcosa di più sul mistero che avvolge questa morte e, mentre sono in procinto di andare via, l'addetta alla vigilanza del campus rivela a lei ed Elena che la morte della loro coinquilina è stata archiviata come suicidio: Megan avrebbe lasciato nel dormitorio un biglietto d'addio. Tornando in camera e rovistando nella galleria fotografica del cellulare di Megan, Elena scopre che era in qualche modo collegata a suo padre. Silas intanto irrompe in casa dei Salvatore e prova ad uccidere Katherine: Damon, scoperto che non è il fratello, gli chiede di rivelare la posizione di Stefan. Silas propone a Damon un accordo: gli darà modo di riavere suo fratello, ma Damon in cambio dovrà consegnargli Katherine. Damon, sotto l'influenza mentale di Silas telefona a Jeremy per farlo tornare indietro. Katherine però riesce a fuggire causando un incidente e Jeremy è in grave condizione, ma viene salvato da Damon. Silas, durante un evento pubblico di Mystic Falls, interrompe il discorso del sindaco uccidendolo e soggioga tutti i cittadini, tramite il controllo della mente, costringendoli a cercare una persona identica ad Elena Gilbert (ovvero Katherine) e consegnargliela.
- Guest star: Claire Holt (Rebekah Mikaelson), Marguerite MacIntyre (Sceriffo Liz Forbes), Olga Fonda (Nadia Petrova), Rick Worthy (Rudy Hopkins), Hayley Kiyoko (Megan King), Kendrick Sampson (Jesse).
- Altri interpreti: Sabrina Mayfield (Dianne Freeman), Max Calder (Studente 2), Hans Obma (Gregor), Jesse Haus (Studente 1), Jason MacDonald (Grayson Gilbert).
- Ascolti USA: telespettatori 2 590 000 – share (18–49 anni) 4%[2]

## Vere bugie
- Titolo originale: True Lies
- Diretto da: Joshua Butler
- Scritto da: Brian Young

### Trama
Elena è decisa a scoprire chi ha ucciso Megan, mentre Caroline è incerta; le due amiche decidono quindi di frequentare il corso di microbiologia per saperne di più sul professore, visto che è stato lui a firmare il certificato di morte della ragazza, tralasciando i morsi di vampiro sul collo. Nel frattempo, Matt riesce a catturare Katherine e con Jeremy la portano lontano da Mystic Falls, essendo la città asservita a Silas. Damon chiede a Liz e alle forze dell'ordine di recuperare dalla profondità delle acque della cava il forziere in cui Stefan è rinchiuso. Il vampiro preferisce tenere Elena all'oscuro della situazione per non allarmarla. Silas, fingendosi Stefan, fa visita al college ad Elena e scopre dove Jeremy ha intenzione di portare Katherine. Durante una festa del campus Jesse informa Elena che il professor Maxfield fa parte di un'organizzazione segreta di cui si sa poco; inoltre il ragazzo e Caroline iniziano a fare amicizia, lui cerca di baciarla ma lei lo respinge per via di Tyler. Dopo aver saputo che Silas si era avvicinato a Elena, Damon va da lei, ma la ragazza lo aggredisce perché Silas ha plagiato la sua mente. Intanto Silas trova Jeremy, Matt e Katherine; lo stregone prova a manipolare la mente di Matt ma non ci riesce, perché è già controllata da qualcun altro. Matt infatti, la sera precedente, aveva rivisto Nadia, accompagnata da un ragazzo che è riuscito a manipolare la mente del giovane Donovan, ma non prima di restituirgli l'anello dei Gilbert. Silas uccide Matt e Jeremy lo affronta, mettendolo in difficoltà grazie ai suoi poteri di Cacciatore che lo rendono immune alle sue illusioni mentali; alla fine, Katherine riesce a metterlo in fuga ferendolo con un colpo di fucile. Mentre Elena cerca di combattere contro la soggezione di Silas, Damon confessa alla ragazza che lo stregone è tornato e che Stefan è scomparso; Damon, inoltre, rivela di aver saputo da Caroline che Elena ha avuto sogni riguardanti Stefan per tutta l'estate. Grazie ai suoi pensieri su Stefan, Elena si libera dal controllo di Silas. Durante la sua morte Matt si ritrova dall'Altra Parte e incontra Bonnie; superata la sorpresa, cerca di farle capire che sta sbagliando a tenere nascosta la sua morte e che, se si comporta così, è perché non riesce ad accettarla; poco dopo, il ragazzo torna in vita grazie all'anello, dimenticando la sua permanenza dall'Altra Parte. Ancora in fuga, Silas incontra Nadia e il misterioso ragazzo, che lo stregone chiama "Viaggiatore"; il Viaggiatore decide di sigillare nuovamente Silas, ma Nadia lo tradisce, uccidendolo di fronte a lui perché ha bisogno del suo aiuto. Damon aiuta Elena a portare via la sua roba dal campus, visto che la ragazza ha deciso di prendersi una piccola pausa dallo studio finché non risolverà il suo problema con Silas. Il professor Maxfield le si avvicina, dicendole che ammirava molto suo padre e che ha fatto molte ricerche sui suoi studi; Elena gli rivela di sapere che il certificato di morte di Megan da lui fatto è falso. Liz trova il forziere dove Stefan è nascosto, ma quando Damon lo apre trova un cadavere, a dimostrazione che Stefan era già libero e che quello è il corpo di una persona che ha ucciso per nutrirsi di sangue, visto che era in astinenza forzata; Damon è preoccupato perché sa che il fratello è a piede libero ancora affamato, e pertanto pericoloso.
- Guest star: Marguerite MacIntyre (Sceriffo Liz Forbes), Olga Fonda (Nadia Petrova), Rick Worthy (Rudy Hopkins), Rick Cosnett (Wesley Maxfield), Kendrick Sampson (Jesse).
- Altri interpreti: Hans Obma (Gregor), Ammie Leonards (Donna), Russ Tiller (Cassiere), Hunter Smit (Studente).
- Ascolti USA: telespettatori 2 140 000 – share (18–49 anni) 3%[3]

## Peccato originale
- Titolo originale: Original Sin
- Diretto da: Jesse Warn
- Scritto da: Melinda Hsu Taylor e Rebecca Sonnenshine

### Trama
Stefan, uscito dalla bara, è affamato e disorientato. Giunge in un bar dove aggredisce la cameriera, ma subito dopo, preso dal senso di colpa, la lascia andare. Uscendo dal bar comincia a bruciare in quanto il sole sta sorgendo: si accorge perciò di non avere più il suo anello solare. Contemporaneamente Elena si sveglia spaventata dalla visione di Stefan che brucia e racconta a Damon il suo sogno. Nello stesso momento, sopraggiunge in camera Katherine che rivela di aver fatto lo stesso sogno. Perciò i tre si mettono in viaggio alla ricerca di Stefan.
Intanto Silas è ancora sulle tracce di Katherine e dopo l'accordo fatto con Nadia, la zingara Viaggiatrice, la esorta ad uccidere Matt per assicurarsi che il suo fidanzato Viaggiatore non torni. Il Viaggiatore nel corpo di Matt, fingendo di essere il giovane Donovan, telefona ad Elena per chiederle dove si trovino lei e Damon; avuta l'informazione, Nadia li raggiunge. Stefan intanto si risveglia in una casa: a prendersi cura di lui c'è Qetsiyah, la strega che tanto tempo fa sigillò in una tomba Silas, di cui era innamorata. La strega tornò permanentemente in vita quando Bonnie fece cadere il velo. Qetsiyah racconta a Stefan la vera storia di come Silas l'abbia tradita per stare con la doppelgänger originale di Elena e Katherine, Amara, la sua schiava. Inoltre gli spiega che la natura, per creare un equilibrio, ha creato tante copie di Silas e Amara nei secoli che, anche se tentano di sfuggire al loro destino, sarebbero sempre stati destinati a stare insieme. Così, mentre Elena protegge Katherine da Nadia, che è riuscita a rintracciarli, Damon trova il fratello legato e pronto per essere usato per un incantesimo da parte di Qetsiyah per togliere a Silas il potere del controllo della mente e, mentre cerca di liberarlo, Qetsiyah gli rivela la stessa cosa che ha rivelato a Stefan sul destino dei doppelgänger. Grazie all'incantesimo di Qetsiyah, Silas perde i suoi poteri mentali, in seguito la strega lascia libero Stefan. Nadia intanto cattura Katherine e riesce a sfuggire a Silas, indebolito dall'incantesimo di Qetsiyah; poi al telefono Silas le rivela che ha bisogno della cura che scorre nelle vene di Katherine. Tornati alla villa dei Salvatore, Damon rivela a Elena la storia che gli ha raccontato Qetsiyah, dicendo però di non essere intenzionato a dar peso alla presunta predestinazione, perché ha fiducia nel loro rapporto ed Elena è la sua ragione di vita. Improvvisamente Stefan si risveglia e quando vede Elena e Damon non li riconosce.
- Guest star: Olga Fonda (Nadia Petrova), Janina Gavankar (Qetsiyah/Tessa).
- Altri interpreti: Briana Laurel Venskus (Jo), Alyssa Lewis (Controfigura di Elena).
- Ascolti USA: telespettatori 2 930 000 – share (18–49 anni) 4%[4]

## Per chi suona la campana
- Titolo originale: For Whom the Bell Tolls
- Diretto da: Michael Allowitz
- Scritto da: Brett Matthews e Elisabeth R. Finch

### Trama
A Mystic Falls si ricordano i morti con una celebrazione, mentre Damon ed Elena cercano di aiutare Stefan a riacquistare i propri ricordi. Matt, non capendo che cosa stia succedendo nella sua mente, chiede a Jeremy di contattare Bonnie, l'unica persona che possa aiutarlo. A questo punto Jeremy, che non ha più intenzione di tenere nascosta la cosa, confessa a Damon che Bonnie è morta, mentre la strega cerca fino all'ultimo di impedirglielo. Elena fa un viaggio emotivo, ripercorrendo le tappe più importanti della sua storia d'amore con Stefan, dal primo incontro al liceo, fino al secondo incidente dove diventa vampira. Al ponte di Wickery, Stefan viene a sapere che Elena e Damon stanno insieme e si arrabbia per non averlo saputo prima. Stefan scappa al cimitero dove tutta Mystic Falls è riunita per ricordare i propri cari. 
Anche Caroline e Jesse sono lì. Stefan attacca Jesse, ma Caroline interviene salvandogli la vita. Il vampiro decide di lasciare casa Salvatore per non stare con Elena e Damon, fidandosi solo di Caroline. Matt riprende con una videocamera il momento preciso in cui il Viaggiatore prende possesso del suo corpo. Il Viaggiatore è consapevole di essere ripreso e fa vedere a Matt una strana lama, suggerendogli di proteggerla. Tutti ormai sanno che Bonnie è morta e organizzano il suo funerale, dove Jeremy parlerà a nome di Bonnie convincendo Elena a tornare al college e dicendo a tutti che rimarrà comunque vicino a tutti loro. Al funerale, torna a Mystic Falls anche Tyler. Al college Jesse fa delle analisi insieme al dottor Maxfield, il quale scopre che il ragazzo ha del sangue di vampiro nelle vene. Il professore, allora, lo uccide, facendolo entrare in transizione per diventare un vampiro.
- Guest star: Rick Cosnett (Wesley Maxfield), Kendrick Sampson (Jesse).
- Altri interpreti: Gregory Chandel (Patrono), Amanda Powell (Cameriera).
- Ascolti USA: telespettatori 2 630 000 – share (18–49 anni) 3%[5]

## Il ballo dei mostri
- Titolo originale: Monster's Ball
- Diretto da: Kellie Cyrus
- Scritto da: Sonny Postiglione

### Trama
Il professor Maxfield ha trasformato Jesse in un vampiro e ne sta studiando i comportamenti. Elena, esaudendo l'ultimo desiderio di Bonnie, ritorna al College, dove conosce Aron, un amico di infanzia della sua coinquilina uccisa. Intanto sono in atto i preparativi per una festa della confraternita. Damon attua un piano insieme a Jeremy per riportare in vita Bonnie, nonostante il disappunto di Bonnie stessa: i 2 intendono dare a Silas la chiave per abbassare il velo dell'aldilà e tornare uno stregone; dopodiché lo uccideranno e riporteranno in vita Bonnie. 
Ma per far ciò Damon deve uccidere momentaneamente Stefan, in modo che Silas riacquisisca temporaneamente i poteri di controllo della mente, così da scoprire, leggendo nella mente di Tessa, dove si trovi questa chiave. Ma Stefan si sveglia prima del previsto e rivela a Tessa il piano del fratello e di Silas, scatenando l'ira della strega, che a quel punto prosciuga Silas di tutto il suo sangue. Intanto Katherine, in fuga con Nadia, scopre che questa è la figlia che aveva dato alla luce prima di trasformarsi in un vampiro. Durante il ballo, il professor Maxfield intima a Elena di lasciare la città e tornare a Mystic Falls insieme ai suoi amici. Tyler, ritornato in città, confessa a Caroline che il suo odio per Klaus supera l'amore che prova per lei, perciò decide di partire alla ricerca di Klaus e Caroline decide di mettere fine alla sua storia con lui. Damon, per far risvegliare Silas, tende una trappola a Katherine: infatti la donna, quando arriva a casa dei Salvatore, viene presa alla sprovvista e morsa da Damon, che vuole risvegliare Silas. Ma nonostante Silas ne beva tutto il sangue, Katherine si risveglia, lasciando Elena e Damon esterrefatti.
- Guest star: Olga Fonda (Nadia Petrova), Janina Gavankar (Qetsiyah/Tessa), Rick Cosnett (Wesley Maxfield), Kendrick Sampson (Jesse), Shaun Sipos (Aaron Whitmore).
- Altri interpreti: Alyssa Lewis (Controfigura di Elena).
- Ascolti USA: telespettatori 2 070 000 – share (18–49 anni) 3%[6]

## Maneggiare con cura
- Titolo originale: Handle with Care
- Diretto da: Jeffrey Hunt
- Scritto da: Caroline Dries e Holly Brix

### Trama
Damon è sempre più intenzionato a portare a termine il suo piano per uccidere Silas, ritornato mortale dopo aver ingerito la cura, e riportare in vita Bonnie. Così parte insieme a Jeremy e a Silas, il cui piano è quello di trovare l'ancora per distruggerla, distruggere l'Altra Parte, uccidersi e riportare indietro Bonnie. Così Silas scaglia un incantesimo legato al sole contro la casa di Tessa dove è rinchiuso anche Stefan, in modo che la strega non possa uscire fino al tramonto. Perciò Tessa attira a casa sua Elena con l'inganno, facendole credere di aver passato la notte con Stefan. Appena Elena entra nella casa, vi rimane intrappolata. Tessa chiama Damon e gli intima di uccidere immediatamente Silas, altrimenti lei avrebbe ucciso Elena. Nonostante Stefan non ricordi nulla del suo passato, decide comunque di salvare Elena ferendo Tessa. Silas intanto scopre che l'ancora non è altro che Amara, la donna che lui per 2.000 anni ha continuato ad amare, perciò è incapace di ucciderla. 
Ma Amara, dopo duemila anni di segregazione, vuole soltanto porre fine alle sue sofferenze, perciò morde Silas in modo da ingerire la cura e morire. Ora che Amara è di nuovo mortale, Damon decide di proteggerla. Caroline intanto, dopo la minaccia del professor Maxfield, decide di lasciare il campus. Tuttavia viene convinta da Katherine a non arrendersi e a farsi aiutare da lei in cambio di asilo nel dormitorio del campus; insieme decidono di dissanguare Maxfield in modo da eliminare tutta la verbena che ha in circolo, interrogarlo e poi, attraverso il soggiogamento, togliergli la convinzione che Elena e Caroline siano due vampire. Così il professore rivela alle ragazze che quel pomeriggio era stata indetta una festa della società segreta, a cui Elena non era stata invitata a causa della convinzione che fosse una vampira. Così alla festa si reca Katherine che entra in casa senza bisogno dell'invito, convincendo tutti che Elena non sia un vampiro. Durante la festa però, Katherine, che già poche ore prima si era accorta di avere una ciocca bianca nei capelli, perde un dente, e si rende conto che sta per morire; torna allora da Maxfield per chiedergli aiuto. Inoltre Maxfield rivela di lavorare per una società segreta, la fondazione Augustine, il cui obiettivo è quello di fare ricerche scientifiche sui vampiri, e che Megan è stata uccisa proprio da un vampiro della Augustine.
- Guest star: Janina Gavankar (Qetsiyah/Tessa), Rick Cosnett (Wesley Maxfield), Shaun Sipos (Aaron Whitmore).
- Altri interpreti: Sabrina Mayfield (Dianne Freeman), Jacinte Blankenship (Cameriera), Dean West (Kristof), Kyle Ruseell Clements (Rene).
- Ascolti USA: telespettatori 2 590 000 – share (18–49 anni) 4%[7]

## Il ritorno di Bonnie
- Titolo originale: Death and the Maiden
- Diretto da: Leslie Libman
- Scritto da: Rebecca Sonnenshine

### Trama
Silas non è più intenzionato ad aiutare Damon ed Elena a riportare in vita Bonnie. Stefan, intanto, ha riottenuto i suoi ricordi grazie ad un incantesimo di Tessa, perciò continua a sognare Silas che lo pugnala, lo rinchiude nella cassaforte e lo lascia affogare: è perciò in cerca di vendetta. Amara, l'ancora dell'Altra Parte,  imprigionata nella cantina di casa Salvatore, sembra aver perso il senno dopo duemila anni trasformata in una statua di pietra. Quando Jeremy, in compagnia di Bonnie, le porta da mangiare, Amara, essendo l'ancora tra il mondo dei vivi e quello dei morti, riesce a vedere e a parlare con Bonnie. Così Bonnie escogita un piano: uccidere Amara e diventare lei l'ancora, così sarebbe potuta tornare in vita. Damon propone il piano a Tessa, che accetta dato che Amara è di nuovo umana, morendo non andrà nell'altra parte ma passerà oltre, mentre Silas (che è uno stregone) vi rimarrà imprigionato separandosi per sempre dalla sua amata. Però per far sì che il piano funzioni, Tessa richiede molto potere: il potere delle doppelgänger. Così grazie al sangue di Elena, Katherine e Amara, il rituale viene quasi completato. Tuttavia Stefan rapisce Amara e attira Silas nel bosco, intenzionato ad ucciderlo per vendicarsi. Raggiunto il bosco, Silas decide di uccidere Amara per mettere fine alle sue sofferenze, così poi da raggiungerla nell'Altra Parte e poter stare finalmente insieme. Stefan però riesce ad ucciderlo, ma comincia a star male e approfittando dello stato di Stefan, Amara si pugnala. Prima di morire però, Tessa conclude il rituale. Bonnie così ritorna in vita. Katherine intanto aveva accettato il compromesso di aiutare Elena solo dopo aver chiesto a Tessa di fermare il suo invecchiamento precoce, perché il dottor. Maxfield, dopo accurate analisi, le aveva dato solo qualche mese di vita, attribuendo la causa a uno degli effetti collaterali della cura. Tessa però non mantiene la promessa e si uccide, passando dall'Altra Parte attraverso Bonnie, provocandole un dolore insopportabile. Elena si assicura che Stefan stia bene e lui le confessa che sperava che al momento del salvataggio dalla cassaforte ci fossero stati lei e Damon e mentre seppellisce il corpo di Silas, ritorna a star male.
- Guest star: Olga Fonda (Nadia Petrova), Janina Gavankar (Qetsiyah/Tessa), Rick Cosnett (Wesley Maxfield).
- Altri interpreti: Elizabeth Faith Ludlow (Ragazza), Brady McInnes (Ragazzo), Autumn Dial (Controfigura delle doppelgänger).
- Ascolti USA: telespettatori 2 720 000 – share (18–49 anni) 4%[8]

## Morti sospette
- Titolo originale: Dead Man on Campus
- Diretto da: Rob Hardy
- Scritto da: Brian Young e Neil Reynolds

### Trama
Il dottor. Maxfield sta ancora usando Jesse come cavia per studiare il comportamento dei vampiri e, mentre gli sta iniettando del sangue, Jesse riesce a liberarsi, mordendolo e scappando via. Bonnie si sta godendo la sua vita al college, mentre Elena e Caroline le stanno organizzando una festa di benvenuto. Essendo l'Ancora dell'Altra Parte, Bonnie ha perso i suoi poteri da strega. Mentre parla con Jeremy, in lontananza vede un'anziana signora che la fissa. Bonnie cerca invano di sfuggirle, ma la donna le compare davanti dicendole di essere pronta e toccandola fa provare a Bonnie molto dolore: l'anziana signora era una strega in procinto di raggiungere l'Altra Parte. Elena intanto invita alla festa anche Aaron, convincendolo con la compulsione. Damon, invitato a sua volta da Elena, cerca di convincere anche suo fratello ad andare alla festa, tuttavia non riuscendoci: Stefan non si è ancora ripreso dall'esperienza che ha subito per colpa di Silas. Matt, tramite Katherine, riesce a capire chi lo stesse possedendo: un altro Viaggiatore legato a Nadia. Katherine si avvicina a Stefan per aiutarlo e gli chiede anche una mano per aiutare Matt con il suo problema. Oltre a lui, chiama anche Nadia, presentandola a Stefan come sua figlia. Con l'aiuto di Nadia, Katherine e Stefan scoprono che lo scopo di Gregor, lo spirito che vive dentro Matt, era quello di uccidere, oltre a Silas, anche Katherine, compito che gli era stato assegnato dai Viaggiatori. Katherine, usando il pugnale di Matt, l'unico in grado di liberarsi di uno spirito, manda via lo spirito di Gregor. Jesse chiede aiuto a Caroline, ma prima del suo arrivo morde il suo compagno di stanza, Aaron, ma Caroline arriva in tempo a fermarlo, venendo a conoscenza del fatto che sia Caroline che Elena sono vampiri. Damon, arrivato al campus, interroga il Professor Maxfield, iniettandogli ogni genere di malattia per farlo parlare. Maxfield svela a Damon che Jesse è un nuovo tipo di vampiro: al posto del sangue umano, brama quello dei suoi simili, ed è anche molto forte. Durante la festa al campus Caroline parla con Elena riguardo alla sua relazione con Damon dicendole che non può ignorare per sempre il lato oscuro di Damon. Aaron arriva alla festa e inizia a parlare con Elena dicendogli che i suoi genitori sono stati uccisi da un orso, per via dei morsi al collo, ma la ragazza capisce che è stato un vampiro; inoltre per lui Maxfield è l'unica cosa più simile a una famiglia che ha, motivo per cui Elena chiede a Damon di risparmiare l'uomo. Jesse e Caroline iniziano a ballare e lui la morde facendole perdere un po' di sangue. Jesse rischia di perdere il controllo, così raggiunge Maxfield e attacca Damon. Così Elena, costretta a salvare il fidanzato, pugnala Jesse con un pezzo di legno al cuore, uccidendolo. Bonnie e Jeremy passano la notte insieme e la ragazza vede lo spirito di Jesse, dunque lo fa passare dall'Altra Parte. Nonostante la giovane Bennett soffra, è felice allo stesso tempo di stare con Jeremy, e i due fanno l'amore. Stefan salva Katherine dal suo intento di suicidarsi a causa del suo invecchiamento precoce. Caroline soffre per la morte di Jesse, per il quale iniziava a provare dei sentimenti, e rimprovera Elena per ciò che ha fatto dicendole che un tempo non avrebbe mai fatto una cosa così orribile e che la personalità malvagia e aggressiva di Damon la sta influenzando negativamente. Damon scopre che Maxifield lavora come ricercatore per la fondazione Augustine. Tempo addietro anche Damon fu catturato dalla società, che lo usò come cavia per i suoi esperimenti, motivo che lo spinse a cercare vendetta è a uccidere tutti i membri della fondazione come vendetta, ma Maxfield confessa che i pochi sopravvissuti, nel corso degli anni, hanno rimesso in piedi la Augustine. Nonostante Damon abbia promesso ad Elena di risparmiare Maxfield, il vampiro decide di ucciderlo ugualmente. Purtroppo però Maxfield riesce a liberarsi e, usando un sistema di sicurezza che rilascia nel suo laboratorio del gas con tanto di verbena, cattura Damon. Al suo risveglio, il vampiro si rende conto di trovarsi nella sua vecchia cella.
- Guest star: Olga Fonda (Nadia Petrova), Rick Cosnett (Wesley Maxfield), Kendrick Sampson (Jesse), Shaun Sipos (Aaron Whitmore).
- Altri interpreti: Rebecca Koon (Donna anziana).
- Ascolti USA: telespettatori 2 670 000 – share (18–49 anni) 4%[9]

## La cella
- Titolo originale: The Cell
- Diretto da: Chris Grismer
- Scritto da: Melinda Hsu Taylor

### Trama
Stefan non riesce ancora a superare quello che gli è successo l'estate precedente a causa di Silas. Così Katherine, con l'aiuto di Caroline, decide di aiutarlo a superare il suo disturbo post traumatico. Caroline riporta in casa Salvatore la cassaforte/bara dove Stefan è stato rinchiuso per 3 mesi e lo rinchiude nuovamente in modo da fargli affrontare il suo dolore. 
Per aiutarlo, Katherine chiede a Caroline di chiudersi con Stefan nella cassaforte, e le dice che il dolore che prova quando rivive il suo passato nella bara non è collegato al dolore fisico, ma al fatto di non aver mai affrontato emotivamente la sua rottura con Elena. Lo stato di Stefan così migliora e ciò grazie soprattutto a Katherine. I due così finiscono a letto insieme, seguiti dallo sgomento di Caroline. Elena intanto non riesce a trovare Damon, così si rivolge ad Aaron per sapere dove fosse Wes, sapendo che l'ultima persona che aveva visto Damon è proprio il dottor Maxfield. Così Aaron porta Elena nell'edificio Whitmore e la invita ad entrare, rivelandole che lui ne è il proprietario, essendo un Whitmore, e che Maxfield era solo un tutore assegnatogli dopo la morte dei genitori e della zia Sarah. Elena trova una foto di una congrega degli Augustine di cui faceva parte anche suo padre, ma Maxfield la colpisce alle spalle e le inietta la verbena. Così si ritrova nei sotterranei dove era stato rinchiuso anche Damon. Quest'ultimo (tramite flashback) racconta ad Elena che nel 1953 la fondazione Augustine lo catturò grazie all'aiuto di un suo parente, Joseph Salvatore, il quale viene ucciso da Damon prima che il Dr. Whitmore (il nonno di Aaron) lo prendesse in custodia. Durante la sua carcerazione, durata cinque lunghi anni, Damon era stato sottoposto a delle torture terribili, mosse al fine di studiare i poteri rigenerativi dei vampiri; inoltre aveva conosciuto un altro vampiro, Enzo, un reduce di guerra, che lo aveva aiutato a non impazzire. Enzo studiò un piano per scappare dalla fondazione: il Dr. Whitmore dava ai due vampiri una razione giornaliera di sangue così da tenerli in forze, ma Enzo diede ogni giorno, per un anno intero, la sua a Damon permettendogli dunque di riacquistare il suo vigore; durante una festa della fondazione, la veglia di capodanno, in cui ogni anno il Dr. Whitmore esibiva Damon e Enzo per dare prova dei frutti delle sue ricerche, Damon si liberò grazie al sangue donatogli da Enzo che gli permise di rientrare in pieno possesso delle sue forze, uccidendo il Dr. Whitmore e anche tutti gli invitati, ma purtroppo l'abitazione prese fuoco e Damon, con vergogna e rammarico, rivela a Elena che era riuscito a fuggire solo grazie al fatto di aver spento le sue emozioni e di aver lasciato Enzo a morire tra le fiamme dato che non riusciva a liberarlo. Damon e Elena vengono aggrediti da Aaron, ormai a conoscenza della verità sull'esistenza dei vampiri, e Damon gli rivela che è stato lui ad uccidere i suoi genitori e tutta la sua stirpe, perché aveva promesso ad Enzo che se fosse uscito vivo da quella situazione avrebbe sterminato tutte le generazioni dei Withmore, lasciandone vivo uno solo in modo da creare la generazione futura che poi lui avrebbe sterminato, e così via. Elena chiede a Damon quando è stata l'ultima volta che ha ucciso un Whitmore e lui risponde di averlo fatto qualche mese prima: la sua vittima si chiamava Sarah e lui l'ha uccisa durante l'estate passata con Elena. Aaron spara a Damon, e quando si risveglia si rende conto che Elena non è più nella cella accanto alla sua. Anche Elena si risveglia su un tavolo da esperimenti trovando di fianco a sé un altro vampiro: Enzo.
- Guest star: Michael Malarkey (Enzo St. John), Rick Cosnett (Wesley Maxfield), Trevor St. John (Dottor Whitmore), Shaun Sipos (Aaron Whitmore).
- Altri interpreti: Judd Lormand (Joseph Salvatore), Jason MacDonald (Grayson Gilbert).
- Ascolti USA: telespettatori 2 360 000 – share (18–49 anni) 3%[10]

## 50 sfumature di Grayson
- Titolo originale: Fifty Shades of Grayson
- Diretto da: Kellie Cyrus
- Scritto da: Caroline Dries

### Trama
Katherine è sempre più coinvolta nel suo invecchiamento precoce, nascondendo a Stefan i capelli bianchi. Damon, riuscendo ad uscire dalla sua cella usando un proiettile nella serratura e facendolo esplodere con un sasso, rompendo la serratura e potendo aprire la cella, chiede aiuto a suo fratello per trovare Elena. Così si dirigono da Aaron, minacciandolo di farlo fuori se non collabora con loro. Elena risvegliandosi, si rende conto di trovarsi nel seminterrato della clinica di Grayson; inoltre Wes le rivela che anche suo padre compiva esperimenti folli sui vampiri, proprio nel seminterrato. Aaron, guidato da Damon, fa chiamare Maxfield dicendogli che morirà se lui non consegna Elena ai fratelli Salvatore. Wes a sua volta invita il vampiro ad incontrarsi nella sua aula del college. Katherine chiede aiuto a Matt per allenarsi, che a sua volta chiama Nadia. La figlia della Petrova propone alla madre l'unico rimedio per sopravvivere: portare la sua anima in un altro corpo. Ciò potrebbe essere fattibile, visto le origini da Viaggiatrice di Katherine, ma lei si rifiuta di farlo. Damon, Stefan ed Aaron arrivano in aula e ad accorglierli c'è Enzo: quest'ultimo racconta che si è salvato grazie ad uno degli scienziati. Elena viene a sapere da Wes che il motivo per cui Megan aveva una foto del padre sul cellulare era perché Grayson ha salvato la ragazza da una patologia che le dava pochi mesi di vita, usando sangue di vampiro, e che è stata uccisa da Enzo. Damon dice al suo ex compagno di cella che non poteva salvarlo, ma lui continua a farlo sentire in colpa, così lo attacca. Enzo subisce l'effetto del veleno che gli aveva iniettato Wes prima di spedirlo da Damon. Aaron cerca invano di attaccare Stefan, il quale a sua volta cerca di ucciderlo ma il giovane Whitmore gli rivela la parte che non gli aveva raccontato Damon sull'esperienza che passò come cavia: la vendetta sui Whitmore. Elena (tramite flashback) ricorda delle esperienze che visse da bambina nel seminterrato. Maxfield sembrerebbe pronto ad iniettarle il composto che farà diventare Elena un vampiro che bramerà soltanto il sangue dei suoi simili. Ma con un colpo Elena riesce a mettere ko Wes, grazie anche all'intervento di Stefan che ha reso vulnerabile Maxfield. Nadia consegna il coltello dei Viaggiatori a Matt, dicendogli che in caso Katherine cambiasse idea, dovrà tenere fino a quel momento l'arma. Enzo si risveglia dal veleno, grazie a Damon che gli ha iniettato l'antidoto. Quest'ultimo spiega che non ha provato rimorsi lasciandolo morire, perché aveva spento le sue emozioni; Enzo sostiene che, anche se lo perdonasse per ciò che gli ha fatto, rimarrà sempre un mostro. Damon chiede ad Elena di non difenderlo per tutte le cose orribili che ha fatto, decidendo appunto di lasciarla per evitare situazioni del genere, perché sostiene di non poter cambiare ciò che è, rifiutandosi di cambiare anche lei. Katherine chiede a Stefan di perdonarla per tutto ciò che ha fatto, perché sta per morire. Lui sostiene che una notte non basta per perdonare tutto, ma che si dispiace per il fatto che stia morendo. Aaron dice a Wes di non volerlo più vedere per averlo usato come merce di scambio e, andando via, prende la siringa con il composto che era destinato ad Elena. Katherine alla fine sceglie il percorso consigliato dalla figlia: trovare un Viaggiatore ed imparare l'incantesimo per trasferire la sua anima in un altro corpo. Ma, mentre sta parlando al telefono con Nadia, un attacco di cuore la fa cadere al suolo morente. 
- Guest star: Olga Fonda (Nadia Petrova), Michael Malarkey (Enzo St. John), Rick Cosnett (Wesley Maxfield), Shaun Sipos (Aaron Whitmore), Kayla Madison (Elena Gilbert da bambina).
- Altri interpreti: Jason MacDonald (Grayson Gilbert).
- Ascolti USA: telespettatori 2 440 000 – share (18–49 anni) 3%[11]

## 500 anni di solitudine
- Titolo originale: 500 Years of Solitude
- Diretto da: Chris Grismer
- Scritto da: Julie Plec e Caroline Dries

### Trama
Katherine è prossima alla morte, intanto Elena e Damon soffrono ancora per la loro rottura, ma decidono di ubriacarsi con i loro amici per festeggiare la morte di Katherine ripensando alle cose orribili che ha fatto a tutti loro. Intanto Nadia rapisce Matt rinchiudendolo nella stessa cassaforte in cui Silas aveva segregato Stefan, minacciando di fargli del male nel caso non la aiutino a salvare la madre. Nadia porta Stefan e Elena in una vecchia abitazione e un gruppo di Viaggiatori preleva il loro sangue di doppelgänger, a cui loro sono interessati. Caroline cerca Matt nel bosco, ma invece si ritrova davanti Klaus che rassicura la ragazza dicendole che ha trovato il giovane Donovan e che verrà soccorso; infatti Matt è stato salvato da Rebekah e i due sono molto felici di rivedersi. I Viaggiatori continuano a prelevare il sangue di Stefan ed Elena; intanto i due discutono di come Katherine ha aiutato Stefan a superare il trauma di ciò che Silas gli ha fatto, poi Stefan consiglia a Elena di non arrendersi con Damon. I Viaggiatori alla fine li lasciano andare visto che hanno preso tutto il sangue necessario. Damon rimane vicino a Katherine e si diverte a torturarla con i suoi poteri mentali, facendole rivedere il giorno peggiore della sua vita, cioè quando Klaus trucidò la sua famiglia. Damon la odia per via del fatto che tutte le sue scelte sbagliate e il fatto che è diventato un assassino sono state causate da lei e dal suo egoismo. Klaus confessa a Caroline che è tornato per godere dell'imminente morte di Katherine, ma Caroline lo fa desistere dicendogli che la ragazza Petrova ha ugualmente diritto a una morte serena; così Klaus decide di accettare il suo consiglio e rivela alla ragazza che non tornerà mai più a Mystic Falls e che la lascerà in pace per sempre, ma vuole che lei gli riveli i suoi veri sentimenti e, in un momento di totale consapevolezza su ciò che vuole, Caroline fa capire a Klaus che si sta costruendo un futuro di cui lui non può far parte, ma nonostante tutto bacia Klaus e i due fanno l'amore nel bosco. Damon rivede il primo incontro tra Stefan e Katherine nella sua mente, la ragazza confessa che fu amore a prima vista; il vampiro continua a torturarla facendole vedere le immagini di John Gilbert e di Jenna, morti per colpa sua, ma Nadia gli arriva alle spalle e gli spezza il collo. La figlia cerca di convincere la madre a pronunciare un incantesimo che le permetterà di sopravvivere trasferendosi nel corpo della figlia, ma lei si rifiuta dicendo che in cinquecento anni di egoismo è arrivato il momento di farla finita, inoltre le esprime il suo rammarico per averla abbandonata e che è contenta di averla conosciuta: dopo ciò Nadia se ne va. Stefan resta vicino a Katherine e cerca di farle passare dei bei momenti nella sua mente ritenendo che anche lei meriti la pace. Tutto il gruppo di amici, compreso Tyler, pensa a Katherine. Damon riflette con Stefan pensando che Elena è la cosa migliore della sua vita e che anche se lui non la merita forse dovrebbe cercare di ricostruire la loro relazione. Jeremy e Bonnie vedono gli spiriti di Vicki e Alaric, che chiedono di mandare i loro saluti a Matt e Damon. Elena rimane vicina a Katherine nei suoi ultimi momenti di vita decidendo di perdonarla per tutte le cose brutte che le ha fatto. Inoltre le dice che in fondo la capisce e che lei non è nata malvagia, ma che è diventata così a causa delle brutte esperienze che ha dovuto affrontare, ma Katherine come sempre dà prova della sua natura malvagia e manipolatrice pronunciando l'incantesimo che Nadia aveva messo in piedi per salvarla, entrando nel corpo di Elena; Nadia e la viaggiatrice Mia telefonano a Elena, lei risponde e Mia evoca lo spirito di Katherine, che prende il controllo del corpo di Elena, poi si guarda allo specchio pronunciando la frase "Ciao, mi chiamo Elena Gilbert".
- Apparizioni speciali: David Anders (John Gilbert), Sara Canning (Jenna Sommers), Matt Davis (Alaric Saltzman), Kayla Ewell (Vicki Donovan), Daniel Gillies (Elijah Mikaelson), Claire Holt (Rebekah Mikaelson), Bianca Lawson (Emily Bennett), Joseph Morgan (Klaus Mikaelson).
- Guest star: Marguerite MacIntyre (Sceriffo Liz Forbes), Olga Fonda (Nadia Petrova).
- Altri interpreti: Taylor Treadwell (Mia), Josue Gutierrez (Ivan), Monica Louwerens (Medico), Madison Connolly (Sorella Petrova), Oleg Sapoundjieva (Padre dei Petrova), Sia Sapoundjieva (Madre dei Petrova), Alyssa Lewis (Viaggiatrice 1), Austin Maxwell (Viaggiatore 2), Hayley Guard (Controfigura delle doppelgänger).
- Ascolti USA: telespettatori 2 720 000 – share (18–49 anni) 3%[12]

## Il Diavolo dentro
- Titolo originale: The Devil Inside
- Diretto da: Kellie Cyrus
- Scritto da: Brett Matthews e Sonny Postiglione

### Trama
Nadia e Katherine stanno cercando un modo per trovare il cadavere della Petrova per concludere il rituale dei Viaggiatori, cioè rendere il transito di Katherine dentro Elena permanente. Così Nadia si dirige dai Salvatore, per cercare di capire dove Damon può averla sotterrata. Tyler racconta a Matt che ha superato tutto il periodo nero che ha trascorso a New Orleans, quindi il giovane Donovan decide di organizzare una festa di benvenuto per Lockwood. 
Aaron dice a Caroline che Wesley non sarà più un problema, perché il giovane Whitmore ha convinto la sua famiglia ad eliminare la fondazione Augustine. Inoltre le chiede di dire ad Elena che è dispiaciuto per tutto quello che è successo. Mentre Aaron torna nella sua camera del College, gli si presenta davanti Enzo. Stefan chiede a Caroline di aiutarlo a controllare Damon, inoltre ammette che vorrebbe che il fratello tornasse con Elena. Elena riprende il controllo del suo corpo, bloccata in un letto, la quale era stata legata da Nadia, che già sospettava che sarebbe successo, ma riesce a liberarsi. Mentre sta prendendo il telefono, viene fermata da Nadia, che a sua volta riattiva l'incantesimo per far ritornare Katherine. Damon rivela al fratello che Katherine è sotterrata dove avrebbe dovuto essere da tempo; Stefan sostiene che lui dovrebbe tornare insieme ad Elena e che, a sorpresa di Damon, anche Caroline è favorevole. Ma Damon capisce che in realtà entrambi gli stanno facendo da baby sitter. Katherine ha come piano quello di andare alla festa di Tyler per mostrare a tutti che Elena sta bene, visto che un po' tutti sono preoccupati per lei, ma anche per scoprire dove è seppellito il suo corpo. Nadia è totalmente contraria a questo piano, perché sostiene che non è facile, visto che non sa quasi niente di Elena. Così decidono di incontrarsi con Matt, facendo credere che sia Elena, per prendere più informazioni possibili soggiogandolo. Tyler chiede a Matt di invitare alla festa anche Caroline, perché ha voglia di tornare con lei. Damon, rientrando a casa, si trova davanti Enzo, con il corpo di Aaron, ancora vivo. Enzo ha intenzione di uccidere l'ultimo Whitmore in circolazione per porre fine a tutto e ricominciare. Katherine si presenta alla festa e tramite Stefan riesce a capire dove possa essere sepolto il suo corpo. Inoltre volutamente fa scoprire a Tyler che Caroline ha fatto l'amore con Klaus. Enzo insiste nel voler uccidere Aaron per compiere quest'ultimo atto di vendetta, aprendo un nuovo inizio, così Damon spezza il collo ad Enzo e soggioga il giovane Whitmore ad andarsene via e non tornare più. Tyler è furioso con Caroline per ciò che ha fatto e in un impeto di rabbia rischia di perdere il controllo, ma Stefan lo blocca; Tyler rivela a Stefan ciò che Caroline ha fatto con Klaus rinfacciandole il suo disprezzo. Alla fine Stefan colpisce Tyler con un pugno ritenendo che Caroline non meriti il suo odio. Katherine, Nadia e Mia, avendo trovato il corpo, procedono con l'incantesimo, ma all'improvviso Elena riprende di nuovo il controllo del corpo. Per scappare spinge Mia e con un pezzo di ferro trafigge Nadia prima che possa ripetere di nuovo l'incantesimo di transito. Mia però è solo leggermente ferita, così continua l'incantesimo. Elena, mentre corre via, comincia a rivivere tutti i ricordi di Katherine. Tuttavia Mia termina l'incantesimo ed Elena riesce soltanto ad abbracciare Damon prima che Katherine prenda il controllo totale del suo corpo. Damon, credendo che sia la sua ragazza, le dice che ha bisogno di tornare con lei, perché lei è il bene per lui e la migliore influenza che possa avere. Ma Katherine fa credere a Damon che Elena in realtà ha deciso di lasciarsi definitivamente con lui, dicendo che è finita. Tyler, disperato, dice all'amico Matt che Klaus gli ha fatto passare le pene dell'inferno a New Orleans e quando ormai non poteva distruggergli altro lo ha rovinato ancor di più facendo ciò che ha fatto con Caroline. Nadia chiede conferma a Mia se l'incantesimo abbia avuto successo e mentre Mia inizia a parlare di pagamenti per il lavoro che ha fatto Katherine le estrae il cuore, uccidendola. Nadia così dice alla madre di andare via insieme ma Katherine decide di restare a Mystic Falls perché non si è mai sentita così al sicuro essendo nel corpo di Elena; inoltre le rivela che il suo vero scopo è quello di tornare con Stefan perché è lui il suo unico e vero amore. Caroline chiede a quest'ultimo cosa ne pensa di ciò che ha fatto, ma Stefan non ha alcuna intenzione di giudicarla, al contrario rimane accanto all'amica per consolarla. Aaron, mentre sta andando via, trova in strada Enzo in compagnia di Damon. Quest'ultimo sostiene che prima lo aveva risparmiato per via del fatto che era amico di Elena, ma ora non gli importa più perché capisce che non potrà mai essere la brava persona che Elena desiderava che lui diventasse. Così completa la sua vendetta nei confronti dei Whitmore attaccando Aaron, mordendolo violentemente e lasciandolo al suolo morente sotto lo sguardo compiaciuto di Enzo. 
- Guest star: Olga Fonda (Nadia Petrova), Michael Malarkey (Enzo St. John), Shaun Sipos (Aaron Whitmore).
- Altri interpreti: Taylor Treadwell (Mia).
- Ascolti USA: telespettatori 2 420 000 – share (18–49 anni) 3%[13]

## Eclissi totale
- Titolo originale: Total Eclipse of the Heart
- Diretto da: Darren Genet
- Scritto da: Rebecca Sonnenshine e Holly Brix

### Trama
Caroline convince Elena e Bonnie a partecipare al Bitter Ball del Whitmore College, il ballo dei cuori infranti. Bonnie si interessa a Liv, una studentessa che si diletta in stregoneria senza avere coscienza dell'origine dei suoi poteri, mentre Tyler inizia ad avere dei sospetti riguardo a Nadia, la quale continua ad estorcere informazioni a Matt che, dopo l'avvertimento di Tyler, beve la verbena per non farsi soggiogare. Nadia se ne accorge e lo costringe ad andare con lei per fargli smaltire la verbena. Nel frattempo, Matt ha capito che Katherine non è morta e che è nel corpo di Elena. Stefan intanto fa una macabra scoperta, ovvero il corpo di Aaron nel bagagliaio dell'auto di Damon così va da Enzo e lo minaccia di lasciare la città e non tornare più, dicendogli che la sua influenza non aiuta Damon a stare fuori dai guai. Il dottor Wes continua con i suoi esperimenti, infatti trasforma un ragazzo in un vampiro; inoltre fa la conoscenza di Sloan, una donna che si è offerta volontaria per sovvenzionare i suoi esperimenti, la quale lo informa anche che Aaron è stato ucciso da dei vampiri e che Wes probabilmente sarà il prossimo. Damon ed Enzo sono in cerca di vendetta, si recano al college dove minacciano di uccidere Jeremy se Bonnie non li aiuta a trovare il dottor Wes con un incantesimo di localizzazione. Così Bonnie chiede aiuto a Liv. Intanto Katherine, nelle vesti di Elena,  convince Stefan ad accompagnarla al ballo, dove cercherà di sedurlo. Dopo che Katherine scopre che Jeremy è in pericolo, è costretta a salvarlo, in quanto è ciò che farebbe Elena, facendosi aiutare da Stefan. Dopo aver salvato Jeremy da Enzo e Damon, Stefan, deluso dal fratello, perde ogni speranza che aveva di farlo cambiare e gli dice di non tornare più; Damon aggiunge che non aveva nessuna intenzione di ritornare e dopo aver visto lo sguardo deluso di Stefan, insieme a quello furente di Elena/Katherine, se ne va con Enzo alla ricerca di Wes. Poco dopo, Stefan confessa ad Elena (ignaro del fatto che in realtà sia Katherine) che lui sperava che un giorno lei avrebbe lasciato Damon per tornare con lui, ma che gradualmente aveva iniziato a sostenere la loro storia perché gli piaceva la persona che era diventata Damon grazie a lei e che vorrebbe ancora aiutarlo a riprendersi. Katherine gli dice che lo aiuterà e che lo farà per lui. Damon ed Enzo, dopo aver scoperto il posto in cui si trovava il dottor Wes, si recano lì, ma al loro arrivo trovano dei Viaggiatori, infatti Sloan è una di loro. Questi, usando la loro magia li fanno svenire, ma prima che Damon perda i sensi Wes gli inietta qualcosa sul collo. 
Al loro risveglio Damon ed Enzo trovano il ragazzo che Wes precedentemente aveva trasformato in vampiro. Damon lo libera ma, dopo aver sentito l'odore del suo sangue, lo uccide azzannandolo al collo e bevendo il suo sangue, staccandogli la testa. A causa dell'iniezione di Wes, Damon è diventato un vampiro squartatore che si nutre di altri vampiri.
- Guest star: Olga Fonda (Nadia Petrova), Michael Malarkey (Enzo St. John), Rick Cosnett (Wesley Maxfield), Caitlin McHugh (Sloan), Penelope Mitchell (Liv Parker), Shaun Sipos (Aaron Whitmore).
- Altri interpreti: Sabrina Mayfield (Dianne Freeman), Christopher Marrone (Joey).
- Ascolti USA: telespettatori 2 160 000 – share (18–49 anni) 3%[14]

## Imprigionati
- Titolo originale: No Exit
- Diretto da: Michael Allowitz
- Scritto da: Brian Young

### Trama
Enzo e Damon sono in una casa di campagna dove hanno appena trasformato il proprietario in un vampiro così che Damon se ne possa nutrire. Elena, in realtà Katherine, e Stefan partono in cerca di Damon. Elena durante una sosta dal viaggio rompe appositamente un pezzo della macchina, proponendo così a Stefan di fermarsi in un hotel. Dopo aver dissanguato e decapitato il neo-vampiro, Damon e Enzo fanno per andarsene, ma riappare Wes che, grazie al potere dei Viaggiatori, li imprigiona nella casa costringendo così Damon a doversi nutrire di Enzo. 
Questi lega Damon al divano con una catena per tenerlo sotto controllo, inoltre rimprovera l'amico di essere un vigliacco perché lui scappa sempre via dai problemi invece che risolverli, come ha fatto con lui abbandonandolo all'Augustine, o come ha fatto con Elena scappando da Mystic Falls, poi lui chiama Elena mandandole anche un messaggio con l'indirizzo del posto in cui si trovavano. Elena si fa la doccia e mentre si riveste lascia apposta la porta socchiusa poiché nella stanza c'è Stefan; finito di rivestirsi va da lui e lo bacia, però Stefan la ferma dicendo che è troppo presto poiché si è appena lasciata con Damon. Wes spara a Enzo ferendolo, così perde sangue e Damon preso dal suo irrefrenabile desiderio di nutrirsi spezza le catene e affonda i suoi denti sul suo collo, ma i Viaggiatori lo salvano aumentando l'acidità nel sangue di Enzo. In questo modo Damon si allontana e mantiene momentaneamente il controllo; Wes dà l'opportunità ad Enzo di andarsene lasciando il suo amico solo, Damon gli intima di andarsene poiché se rimanesse lo ucciderebbe, così se ne va. Tyler avvisa Caroline sul fatto che Matt è stato soggiogato da Nadia e così indagano. Nadia tiene prigioniero Matt per fargli smaltire la verbena. Dopo averla smaltita, Nadia fa per soggiogarlo, ma prima lui la bacia e Matt ne approfitta prendendo il cellulare di Nadia e invia un messaggio a Caroline con scritto "Aiuto. K". Nadia se ne accorge e lo ferma soggiogandolo e facendogli dimenticare tutto. Intanto a casa di Matt arriva Caroline che aggredisce Nadia che però sembra avere la meglio, all'improvviso entra Tyler che attacca Nadia mordendola. Elena e Stefan arrivano nella casa dove c'è Damon, che li implora di andarsene perché altrimenti li avrebbe uccisi. Elena entra in casa e si taglia la mano dicendo a Damon che l'amore che prova per lei è più forte del desiderio del sangue di vampiro, ma Damon non resiste e la morde. Così Elena/Katherine chiede aiuto a Stefan incoraggiandolo a uccidere Damon con uno stiletto di legno che si trovava per terra, ma ovviamente Stefan non lo fa e si taglia la mano provocando Damon a mordere lui e lasciare Elena, poi gli spezza il collo. Stefan riporta a casa Damon e lo rinchiude nella cella dove gli dice che Elena si è arresa perché voleva che Stefan lo uccidesse. Nel frattempo Nadia incontra sua madre e le dice che tra poco morirà a causa del morso di licantropo. Infine Caroline si presenta a casa Salvatore, dove parla con Stefan riguardo al messaggio di Matt e lì capiscono che gli strani comportamenti di Elena sono dovuti al fatto che dentro il suo corpo ci sia Katherine. 
- Guest star: Olga Fonda (Nadia Petrova), Michael Malarkey (Enzo St. John), Rick Cosnett (Wesley Maxfield).
- Altri interpreti: Ryan Kessler (John), Alyssa Lewis (Viaggiatrice), Cedric L. Hatcher (Viaggiatore).
- Ascolti USA: telespettatori 2 030 000 – share (18–49 anni) 3%[15]

## Ragazza perduta
- Titolo originale: Gone Girl
- Diretto da: Lance Anderson
- Scritto da: Melinda Hsu Taylor

### Trama
Nadia, morsa da Tyler e in procinto di morire, ricorda di quando intraprese la ricerca di Katherine. Quest'ultima si rifiuta di chiamare Klaus nonostante il suo sangue sia l'unica cura per salvarla, conscia che lui la ucciderebbe, quindi per aiutare la figlia chiama Wes nella speranza che riesca a trovare un antidoto. Nel frattempo Stefan, Caroline e Matt insieme a Bonnie, Jeremy e Tyler, cercano un modo per salvare Elena: per uccidere Katherine hanno bisogno del pugnale dei Viaggiatori già in loro possesso, perciò con una scusa cercano di farla venire da loro. Ma Katherine si insospettisce, chiama Damon e capisce che ormai è stata scoperta. Su consiglio di Damon, ancora incatenato, Stefan e Caroline decidono allora di trovarla tramite un incantesimo di localizzazione. Jeremy e Bonnie chiedono così aiuto a Liv. Tyler sorveglia Damon, il quale inizia a provocarlo sostenendo che lui ama ancora Caroline nonostante quello che ha fatto e che in fondo spera di ritornare ancora con lei, ma aggiunge anche che la ragazza, secondo lui, non è intenzionata a tornare con Tyler e che si è concessa a Klaus proprio perché sapeva che lui non l'avrebbe perdonata, sancendo la fine del loro rapporto. Allora Tyler arrabbiato affronta Damon a viso aperto, ma così facendo cade nella sua trappola; infatti, ora che Tyler si è avvicinato abbastanza, Damon si nutre del suo sangue di ibrido e dopo aver recuperato le forze gli fa perdere i sensi e rompe le catene che lo tenevano prigioniero. Infine decide di trovare Wes per vendicarsi e ottenere un antidoto. Stefan nel frattempo, grazie all'incantesimo di Liv, trova Nadia e chiama Katherine, allontanatasi per trovare Wes. Damon trova Wes nel suo laboratorio (grazie all'aiuto di Enzo che già in precedenza era stato lì), il quale confessa a Damon che ormai la Augustine non esiste più dato che tutti i membri si sono ritirati; dopodiché Damon lo uccide. Stefan fa sapere a Katherine che ha preso Nadia e che se vuole rivederla prima che muoia dovrà venire a casa sua. Katherine è costretta così a uscire allo scoperto e può dare l'estremo saluto a Nadia, scusandosi con lei per non aver chiamato Klaus e avendo messo ancora una volta il suo egoismo al primo posto; alla fine comunque Katherine, in lacrime, dà il suo addio alla figlia dicendole che la ama. 
Morta Nadia, Katherine cerca di scappare ma ormai è in trappola: arriva infatti anche Damon che si unisce a Stefan, Caroline e gli altri. Katherine ha una parola per ciascuno di loro, e al momento dell'addio a Stefan gli dice di averlo sempre amato e mentre gli dà il suo bacio di addio lui prende il pugnale e la trafigge. A questo punto Damon e Stefan aspettano che Elena si risvegli: nel mentre Damon comunica al fratello che non scapperà come Katherine e dirà ciò che ha fatto ad Elena, prendendosi le sue responsabilità e accettandone le conseguenze. Tyler e Caroline hanno un altro confronto: Tyler non riesce a superare il fatto che lei sia andata a letto con Klaus e Caroline non lo accetta, affermando di aver smesso di sentirsi in colpa per ciò che ha fatto. È arrivato il momento della morte di Katherine che deve passare attraverso Bonnie, ma prima Katherine le svela un segreto: con la morte di Nadia lei ha perso tutto e ha deciso di vendicarsi con Elena. Quando è andata a cercare Wes ha trovato un virus da lui creato, un virus ancora più potente di quello già usato in precedenza perché creato con l'aggiunta del veleno di licantropo: conscia che sarebbe morta e che non aveva più nessuna ragione per vivere, si è iniettata il virus. In questo modo Elena si risveglierà infettata. Infatti in quel momento Elena rinsavisce davanti agli occhi di Damon e Stefan, trovando la siringa usata da Katherine. Ora quest'ultima è davvero pronta a morire ma qualcosa non va: toccando Bonnie non accade nulla, ma all'improvviso si alza un forte vento e Katherine viene trascinata via da forze ignote e risucchiata da un mondo oscuro.
- Guest star: Olga Fonda (Nadia Petrova), Rick Cosnett (Wesley Maxfield), Penelope Mitchell (Liv Parker).
- Altri interpreti: Ashlyn Lopez (Nadia Petrova da bambina).
- Ascolti USA: telespettatori 2 190 000 – share (18–49 anni) 3%[16]

## Mentre tu dormivi
- Titolo originale: While You Were Sleeping
- Diretto da: Pascal Verschooris
- Scritto da: Caroline Dries

### Trama
Elena si risveglia, dopo aver perso conoscenza, nel dormitorio del College, in cui non trova nessuno poiché sono iniziate le vacanze primaverili. Stefan la informa subito di ciò che è accaduto: da quando Katherine ha preso possesso del suo corpo sono passate 3 settimane e prima di morire le ha iniettato il virus creato da Wes. 
Per questo la nuova strega Liv con un incantesimo l'ha rinchiusa in modo da non mettere a rischio la vita degli altri. Elena chiama allora Damon, anche lui rinchiuso a casa Salvatore, che la informa degli ultimi avvenimenti. Nel frattempo Caroline è andata al laboratorio di Wes per trovare un antidoto e scopre che il virus iniettato ad Elena contiene il veleno di licantropo, ma arriva Enzo che dichiara di possedere lui l'antidoto. Caroline informa subito Stefan, dicendogli che si devono incontrare con Enzo. In realtà Enzo non agisce da solo: si scopre che Enzo si è sottoposto a degli esperimenti per Wes, tra i quali quello di realizzare un antidoto al virus dei vampiri che ora è nelle mani dei Viaggiatori, che arrivano nel luogo prefissato. Tra loro c'è Sloan che informa Stefan dell'esistenza di un altro suo doppelgänger che vuole trovare ed uccidere. Enzo rivela inoltre che il capo dei Viaggiatori, di nome Markos, considera speciale l'ultima coppia di doppelgänger rimasti, cioè Stefan ed Elena, e vuole il loro sangue. Decidono allora di fare un accordo: per avere l'antidoto Stefan deve sottoporsi a un incantesimo di collegamento per trovare il suo doppelgänger. Le condizioni di Elena però peggiorano: a causa del virus inizia ad avere delle allucinazioni, tra cui quella di Aaron e inizia a pensare di averlo ucciso lei. Quando si riprende incontra Luke, uno studente che dice di conoscerla, ma in realtà lui ha conosciuto Katherine: Elena è affamata ma vede sul collo il segno del morso di vampiro, perciò si trattiene dal trasformarlo e lo manda a cercare Bonnie e Liv. Elena non capisce cosa le stia succedendo e chiama Damon: quest'ultimo si rende conto che le sue condizioni sono critiche e costringe Jeremy a liberarlo. Quando arrivano Bonnie e Liv, infatti, trovano Elena in preda alla follia: attacca Liv e minaccia di farla morire se non annullano l'incantesimo. Sloan intanto ha consegnato l'antidoto ad Enzo e inizia ad eseguire il suo incantesimo: tramite Stefan scopre che il suo doppelgänger è un medico di Atlanta. A quel punto interviene Caroline che la costringe a lasciare andare Stefan, offrendosi di andare a uccidere il doppelgänger insieme ad Enzo. Elena, rotto l'incantesimo, esce fuori dal dormitorio e continua ad avere altre allucinazioni, ma finalmente arriva Damon: quest'ultimo vedendola tormentarsi le dice la verità. Confessa di aver ucciso lui Aaron la notte stessa che Katherine, fingendosi Elena, ha rotto con lui, poiché in quel modo avrebbe dimostrato di essere solo un mostro e che non potrà mai cambiare. Prima che Elena dica qualcosa arriva Enzo che gli consegna l'antidoto. Al college intanto Liv dice a Bonnie che vuole imparare la magia e migliorare i propri incantesimi, ma dopo averla salutata si scopre che Liv stava solo fingendo: infatti riesce tranquillamente ad accendere le candele della sua stanza, si scopre essere la sorella di Luke ed entrambi sanno più cose di quanto danno a vedere. Elena e Damon arrivano a casa Salvatore e iniziano a discutere animatamente: lei si dimostra dispiaciuta perché pensava che almeno lui avrebbe capito che Katherine aveva preso possesso del suo corpo e lui ammette che è solo colpa sua se ha ucciso Aaron, e questo dimostra il grande controllo che Elena ha su di lui. Questo controllo lo ha anche lui su di lei, poiché Elena confessa che per lui va contro la propria morale e nonostante tutto non riesce a smettere di amarlo. Arrivano alla conclusione che la loro relazione è tossica e decidono di lasciarsi. Ma guardandosi negli occhi non resistono: Damon la bacia appassionatamente e fanno l'amore.
- Guest star: Michael Malarkey (Enzo St. John), Caitlin McHugh (Sloan), Penelope Mitchell (Liv Parker), Shaun Sipos (Aaron Whitmore), Chris Brochu (Luke Parker).
- Ascolti USA: telespettatori 2 280 000 – share (18–49 anni) 4%[17]

## Salvami
- Titolo originale: Rescue Me
- Diretto da: Leslie Libman
- Scritto da: Brett Matthews e Neil Reynolds

### Trama
È mattina: Elena si sveglia e cerca di rivestirsi in fretta ma anche Damon è sveglio. Elena ammette che la scorsa notte è stato un errore e nonostante Damon provi a trattenerla, lei decide di andar via. Caroline ed Enzo sono ad Atlanta sulle tracce del doppelganger, un paramedico di nome Tom Avery. Giunti all'ospedale scoprono che in realtà risulta essere scomparso da 4 mesi. Allora avvisano Stefan e Sloan e quest'ultima usando l'incantesimo di collegamento arriva a un nome di una donna dai capelli rossi, Hezel, e un indirizzo, al quale Caroline ed Enzo si recano. Damon intanto è al bar e racconta a Matt e Tyler dei suoi problemi con Elena, ma prima di andar via arriva Liv e si accorge essere in compagnia di Jeremy. Elena è al liceo per l'incontro genitori-insegnanti per il fratello e a sorpresa vede arrivare Damon, che le dice ciò che ha visto, finché non arriva la consulente scolastica che li informa sul comportamento di Jeremy: salta le lezioni, scatena risse ed è stato sorpreso a copiare. La consulente suggerisce inoltre che potrebbe essere dovuto a una vita poco stabile. Elena promette allora a nome di entrambi che faranno del loro meglio. Enzo e Caroline trovano la casa dell'indirizzo dato: aprono la porta e trovano una donna dai capelli rossi in stato di trance, ma non possono entrare non essendo invitati, perciò Enzo la uccide. Nello stesso momento Bonnie alla Whitmore sta parlando con Luke, il fratello di Liv, quando all'improvviso compare la donna appena uccisa, Hezel, che si rivela essere una strega e le dice di riferire a Luke che ha fallito e che non è riuscita a proteggere il doppelganger. Al bar Jeremy discute con Liv: la strega lo informa della rivalità tra streghe e viaggiatori e gli chiede di aiutarla a scoprire i loro piani, essendo lui un cacciatore che non può essere soggiogato. Ma in quel momento Liv riceve il messaggio del fratello che l'avvisa della morte di Hezel ed è costretta ad andar via dicendo di dover passare al piano B. Tyler prova a fermarla ma Liv lo scaccia via, dimostrando il grande potere che possiede. Liv tenta di uccidere Elena, ma Damon tempestivo arriva e la salva. Caroline ed Enzo intanto hanno trovato Tom, ma sul punto di ucciderlo Caroline cambia idea, spezza il collo ad Enzo e scappa via con Tom. Gli racconta così di esser stato rapito quattro mesi fa e che Hezel l'ha tenuto nascosto con la magia. Capendo che Tom è una brava persona, Caroline decide di non ucciderlo e lo soggioga a scappare. Enzo però riesce a trovarli e in un secondo rompe il collo a Tom. Caroline si arrabbia ma Enzo le spiega che anche lui ha fatto un patto con i viaggiatori: Enzo vuole trovare Maggie, la donna che lavorava alla Augustine e della quale è sempre stato innamorato. I viaggiatori sanno dove trovarla e dice a Caroline, che a differenza sua, lui per chi ama è pronto a fare qualsiasi cosa. Damon continua a torturare Liv, finché questa non confessa che Elena è l'ultimo doppelganger femmina rimasto e i viaggiatori potrebbero venire a cercarla. In quell'istante arriva Jeremy che convince Elena a lasciare andare la strega. Elena decide di fidarsi e va via con Damon. Jeremy fa allora un patto con i fratelli Luke e Liv e nel patto rientrano anche Matt e Tyler. Damon ed Elena arrivano a casa e lei afferma che oltre a non andar bene insieme non vanno bene per Jeremy. Quest'ultimo però arriva e annuncia che ha deciso di trasferirsi a casa di Matt e Tyler e che ha bisogno di cavarsela da solo. Caroline intanto raggiunge Stefan ancora prigioniero dei viaggiatori: lei confessa di aver fallito ma capisce che Stefan l'ha lasciata partire con Enzo perché sapeva che non sarebbe riuscita ad uccidere il suo doppelganger. Provano così a dormire ma poco dopo vengono svegliati dai viaggiatori. Sloan ha dato inizio al rito: sta facendo bere il sangue di Stefan ed Elena a tutti i viaggiatori per poi ucciderli dandogli fuoco. Stefan e Caroline ne approfittano e scappano via. Elena intanto fa le valigie: ha deciso di tornare al campus. Rivela infatti a Damon che non possono andare avanti così: entrambi fanno cose sbagliate l'un per l'altro perciò gli chiede di lasciarla andare e di non accompagnarla alla Whitmore, perché altrimenti non riuscirebbe a resistere e ritornerebbero al punto di partenza. Damon allora la bacia sulla fronte e le augura buon viaggio. Bonnie è alla Whitmore e all'improvviso appaiono tutti i viaggiatori appena morti che le passano attraverso e alla fine cade a terra, un'ombra sembra staccarsi da lei e una figura di un uomo sembra rialzarsi: Markos è tornato.
- Guest star: Michael Malarkey (Enzo St. John), Raffi Barsoumian (Markos), Caitlin McHugh (Sloan), Penelope Mitchell (Liv Parker), Chris Brochu (Luke Parker).
- Altri interpreti: Brian LaFontaine (Medico del pronto soccorso), Lana Young (Signora Douglas), Gena Shaw (Hazel), Dane Northcutt (Insegnante).
- Ascolti USA: telespettatori 1 730 000 – share (18–49 anni) 2%[18]

## Il male a Mystic Falls
- Titolo originale: Resident Evil
- Diretto da: Paul Wesley
- Scritto da: Caroline Dries e Brian Young

### Trama
Elena e Stefan iniziano ad avere delle strane visioni l'uno dell'altra dove nella prima di queste, si incontrano per la prima volta in una vita parallela. A casa Salvatore, Enzo e Damon giocano a biliardo e discutono della relazione di quest'ultimo con Elena: Damon afferma che si sono solo presi una pausa, ma Enzo non sembra credergli. Elena è al bar del campus con Caroline e ha un'altra visione in cui vede il suo primo appuntamento con Stefan. In quel momento Caroline riceve una chiamata proprio da Stefan che le dice di aver avuto le stesse identiche visioni. Decidono allora di chiamare Damon per avvisarlo di ciò che sta accadendo. Nel frattempo Bonnie incontra la nonna dall'altra Parte: sta succedendo qualcosa e le streghe credono che la morte dei Viaggiatori sia servita per riportare in vita qualcuno. Liv intanto informa Tyler, Jeremy e Matt che i Viaggiatori stanno prendendo il controllo della città prendendo possesso dei corpi di ogni abitante. Poco dopo arriva Bonnie che chiede aiuto a Jeremy, ma quando vede che è in compagnia di Liv rimane esterrefatta: Jeremy le dice che non può dirle nulla, che deve fidarsi e la manda via. Matt è andato a cercare Liz, ma lo sceriffo si scopre essere posseduto da un Viaggiatore che immediatamente lo uccide. Matt arriva così nell'Altra Parte. Qui incontra Kol che lo informa che sta succedendo qualcosa e che l'Altra Parte si sta distruggendo, ma notando l'anello al dito di Matt gli dice che tanto lui ritornerà presto in vita. Ma prima Matt decide di cercare Vicki. Caroline e Elena arrivano a casa Salvatore: l'imbarazzo è evidente, perciò Caroline ed Enzo decidono di lasciar soli Damon ed Elena: questi ultimi parlano della loro situazione ed Elena propone di essere amici. Enzo e Caroline li stanno ascoltando in biblioteca ed Enzo le parla così di Maggie: i Viaggiatori sono morti senza dirgli come trovarla e rivela a Caroline che l'unico motivo per il quale voleva cercarla era per ringraziarla, poiché è grazie a lei che è riuscito a sopravvivere a settant'anni di prigionia. Damon ed Elena continuano a discutere: Damon intuisce che in queste visioni lei è felice e perciò le suggerisce che forse è con Stefan che dovrebbe stare. Ma in quel momento bussano alla porta: è Luke, il fratello di Liv. Lo stregone spiega che Markos è tornato dall'Altra Parte e che probabilmente le visioni servono solo a condurre Elena e Stefan da lui, essendo il loro sangue prezioso per i Viaggiatori. Elena e Damon hanno modo di parlare ancora: Damon è sempre più convinto che la loro storia fosse segnata dall'inizio, ma Elena prova a rassicurarlo dicendogli che sono solo visioni e nulla di più. Ma poco dopo ha un'altra visione: Stefan ed Elena vivono insieme e sono in procinto di sposarsi. Elena ritornata in sé dice che sa dove trovare Markos e riferisce la via a Damon ed Enzo. Intanto, nell'Altra Parte, Matt riesce a incontrare Vicki: lui prova a salvarla, ma si alza un forte vento e Vicki viene portata via. Damon ed Enzo arrivano all'indirizzo dato e incontrano Markos in persona: Markos spiega che è stato lui a indurre le visioni ai due doppelgänger, ma che la profezia di Elena e Stefan destinati l'uno all'altra in realtà non esiste. La reale profezia riguarda solo il sangue dei doppelgänger, utile per i Viaggiatori, ed è per questo che 1500 anni fa decise di lanciare un incantesimo per fare in modo che i doppelgänger fossero attratti l'uno dall'altro, esclusivamente per poterli trovare più facilmente. Markos spiega anche che tutto ebbe origine 2000 anni fa quando Silas e Qetsiyah fecero l'incantesimo dell'immortalità. Le streghe cercarono da allora di tenere i Viaggiatori separati lanciando una maledizione, che per essere spezzata ha bisogno del sangue dei doppelgänger. Decide a quel punto di porre fine alle visioni: nell'ultima si vedono ancora Stefan ed Elena che vivono felici la loro vita, sono sposati e hanno anche dei bambini. Terminata la visione, Elena, ancora a casa Salvatore, incontra Stefan: entrambi concordano che quella era la vita che hanno sempre sognato ma anche la vita che hanno vissuto è stata altrettanto meravigliosa e porteranno sempre l'un l'altro nel proprio cuore. Matt è ancora dall'Altra Parte: Kol gli dice che non sa dove sia andata Vicki e che deve ritornare nel suo corpo e far sapere a tutti ciò che sta accadendo. Infatti il giovane Donovan si risveglia e ricordando tutto ha modo di farlo sapere a Bonnie e Jeremy. Elena è ancora a casa di Damon e hanno un'altra discussione: lei prova a spiegargli che nonostante loro siano complicati sono reali e che ha ancora bisogno di lui nella sua vita, ma Damon non riesce ad esserle semplicemente amico, perché è troppo dura perciò le dice che non può più vederla, non vuole più parlarle, né sentirla. Caroline e Tyler parlano al telefono quando Liz finalmente si sveglia dopo esser stata pugnalata per essere liberata dal passeggero. Ma poco dopo si scopre che Tyler in realtà è stato posseduto: infatti consegna a Markos l'ultimo pugnale e quest'ultimo si appresta a distruggerlo.
- Special guest star: Jasmine Guy (Sheila Bennett).
- Guest star: Kayla Ewell (Vicki Donovan), Nathaniel Buzolic (Kol Mikaelson), Marguerite MacIntyre (Sceriffo Liz Forbes), Michael Malarkey (Enzo St. John), Raffi Barsoumian (Markos), Penelope Mitchell (Liv Parker), Chris Brochu (Luke Parker).
- Altri interpreti: Lana Young (Signora Douglas), Kenneth Israel (Viaggiatore 1), Cynthia Barrett (Viaggiatrice mamma yuppie), Nick Basta (Viaggiatore agente), Tommy Groth (Viaggiatore lavoratore).
- Ascolti USA: telespettatori 1 660 000 – share (18–49 anni) 3%[19]

## Un uomo in fiamme
- Titolo originale: Man on Fire
- Diretto da: Michael Allowitz
- Scritto da: Melinda Hsu Taylor e Matthew D'Ambrosio

### Trama
Elena è al bar universitario insieme a Stefan, che prova a distrarla da Damon aiutandola nello studio, quando all'improvviso arriva Enzo che annuncia di aver scoperto che Maggie, la donna di cui si era innamorato mentre era prigione della Agostine, è stata uccisa l’8 novembre del 1960 ed è convinto che sia stato proprio Stefan, a causa del modo in cui la donna è stata uccisa. Damon, nel frattempo, va a casa di Matt e Jeremy per avere il pugnale per liberare la città dai Viaggiatori, ma questi sono costretti a dirgli che non riescono a trovarlo. L'ultima volta era in possesso di Tyler e Damon deduce che sia stato catturato da Markos. Quest'ultimo intanto è intenzionato a spezzare la maledizione imposta dalle streghe ai Viaggiatori, annullando la magia dal mondo, a cominciare dal vampirismo, dato che pure esso è un tipo di magia, e fa un esperimento: fa bere a Sloan il sangue di ibrido di Tyler e poi le taglia la gola, quindi Sloan si trasforma in un vampiro grazie al sangue di Tyler che circolava nel suo corpo. Enzo insiste, convinto che sia stato Stefan ad aver ucciso Maggie: ha soggiogato l'intero locale, legato Stefan ed Elena con l'aiuto di Liv, in quanto ha minacciato Luke, ma Stefan continua a dichiararsi innocente poiché all'epoca non era uno squartatore. Allora Enzo gli fa sapere che la notte dell'assassinio di Maggie era la notte delle elezioni di Kennedy e a quel punto Stefan ricorda: attraverso dei flashback si vede Stefan attaccare una donna e subito dopo incontrare Maggie che gli dice di conoscerlo e di star cercando il fratello perché vuole ucciderlo. Stefan rivela però di averla solo spaventata e non uccisa. Damon, dopo aver saputo da Enzo che è insieme a Stefan ed Elena e che li tiene in ostaggio, chiede aiuto allo sceriffo per sapere chi in quella data di Novembre del 1960 ha ucciso la donna di Enzo scoprendo così di averla uccisa proprio lui. 
A quel punto li raggiunge e rivela la verità ad Enzo: attraverso dei flashback appare Damon che incontra Maggie in quanto lo aveva contattato per un'intervista, ma mentre stanno parlando quest'ultima cerca di attaccarlo; Maggie infatti voleva vendicare Enzo, che credeva essere morto nell'incendio nel 1958. Damon capì che era una donna della Agostine e la uccise staccandole la testa pur non sapendo chi fosse realmente ne del legame che aveva con il vampiro. Enzo, scoperta la verità, capisce di aver perso anche l'unica cosa che gli era rimasta, ovvero Damon, e decide di spegnere le sue emozioni: così fa andar via tutte le persone soggiogate e inizia una lotta con Stefan e Damon in cui Enzo ha la meglio e scappa via rapendo Elena. Sia Damon che Stefan vanno a cercarlo, ma è quest'ultimo a trovarlo per primo e iniziano a lottare. Damon invece arriva poco dopo e trova Elena priva di sensi a terra e la porta via. Stefan ed Enzo continuano lo scontro, ma Enzo gli fa capire che per vendicarsi non vuole uccidere Damon, ma farsi uccidere da Stefan in modo che questo rovini il suo rapporto con il fratello ed è a quel punto che Stefan lo uccide involontariamente per mano di Enzo stesso. Elena si risveglia da sola nella sua stanza del college. Damon infatti è andato via prima che si svegliasse, ma poco dopo arriva Stefan che le dice che Enzo è morto ma che non vuole farlo sapere a Damon e le chiede così di mantenere il segreto. Intanto Markos raggiunge il suo intento. Sloan dopo aver bevuto il sangue dei doppelgänger si rende conto di non essere più una vampira e di essere tornata umana, ma subito dopo muore dato che la ferita da taglio con la quale è morta si è riaperta, infatti Markos annullando la magia del vampirismo ne ha annullato pure le conseguenze, e questo ha decretato pure la morte di Sloan in quanto era la magia del vampirismo a tenerla in vita: in questo modo Markos può annullare la magia a Mistyc Falls e spezzare la maledizione delle streghe. Stefan torna a casa e trova Damon: quest'ultimo gli dice che non ha intenzione di arrendersi con Enzo e che vuole aiutarlo nonostante Stefan tenti di dissuaderlo. Damon gli spiega infatti che quando era prigioniero, tutte le volte che lui accusava Stefan per non averlo salvato Enzo cercava di fargli cambiare idea, difendendo Stefan anche se non lo conosceva. Ma la conversazione è ascoltata dallo stesso Enzo, ora fantasma, che è lì presente e annuncia che attuerà la sua vendetta.
- Guest star: Marguerite MacIntyre (Sceriffo Liz Forbes), Michael Malarkey (Enzo St. John), Raffi Barsoumian (Markos), Caitlin McHugh (Sloan), Penelope Mitchell (Liv Parker), Heather Hemmens (Maggie James), Chris Brochu (Luke Parker).
- Altri interpreti: Natalie Karp (Giovane donna).
- Ascolti USA: telespettatori 1 810 000 – share (18–49 anni) 3%[20]

## Chi giace là sotto
- Titolo originale: What Lies Beneath
- Diretto da: Joshua Butler
- Scritto da: Elisabeth R. Finch e Holly Brix

### Trama
Tyler si trova ancora insieme ai Viaggiatori ma dopo aver scoperto che Markos ha intenzione di prendere Elena e Stefan per spezzare la maledizione, si trasforma in lupo e riesce finalmente a scappare. Damon intanto con l'aiuto di Luke prova a cercare Enzo mentre Stefan cerca di dissuaderlo, quando arriva Tyler e li informa del piano di Markos. Damon decide allora di nascondere Elena e Stefan e di usare il cottage del padre di Caroline. Quest'ultima però quando li vede arrivare nota un comportamento strano tra Elena e Stefan e inizia a credere che nascondano qualcosa. Anche Damon arriva al cottage: confessa a Elena che in realtà non è poi tanto sicuro di voler ancora stare lontano da lei, ma quando nomina Enzo nota anche lui un atteggiamento strano da parte sua. Nel frattempo Bonnie continua a mentire a Jeremy riguardo alla situazione dell'Altra Parte e la nonna la rimprovera per questo, quando senza volere fa rovesciare una lampada: ora chi si trova nell'Altra Parte può interagire con il mondo dei vivi. Caroline sta preparando un gioco di società e confessa a Damon che sospetta che sia successo qualcosa tra Elena e Stefan. Damon allora decide di usare il gioco di società per scoprire la verità. Tyler chiede a Jeremy e Matt di legarlo e di costringere Julian, il Viaggiatore che si trova nel suo corpo, a rivelargli dove si trovi Markos. Julian inizialmente non è disposto a collaborare, ma sotto minaccia di Matt confessa di non sapere dove si trovi Markos ma che certamente avrà bisogno del suo corpo per far sì che il corpo di Tyler diventi il suo in modo permanente. Intanto nel cottage, Damon, sempre intenzionato a scoprire cosa stia succedendo tra Elena e Stefan, tramite un gioco intuisce che i 2 stanno nascondendo la verità su Enzo, mentre Caroline sembra quasi gelosa dell'intesa tra Elena e Stefan. 
Poco dopo Elena decide di fare un bagno quando all'improvviso si sente affogare: è Enzo che ha scoperto di poter interagire pur non potendo essere visto, ed è intenzionato a continuare con la sua vendetta. Elena chiama Damon che accorre subito, così lei intuisce chi può essere il responsabile e decide di confessare la verità su Enzo. Anche Caroline allora viene a sapere che il segreto riguardava solo Enzo e intuiscono che il piano era solo quello di distrarli, scoprono infatti che Enzo ha rapito Luke che si occupava dell'incantesimo di occultamento in modo che i Viaggiatori non li trovassero. Stefan e Damon, mentre vanno a cercare lo stregone, discutono su ciò che è successo: Damon è arrabbiato perché sia Stefan che Elena hanno mentito, ma Stefan confessa che se non gli ha detto la verità è solo perché aveva paura che lui lo odiasse. Poco dopo trovano Luke legato nel capanno, ma Enzo non ha intenzione di fermarsi e dà fuoco al capanno, trafigge Stefan e blocca Damon, che gli promette di aiutarlo a farlo tornare in vita. Enzo allora lo lascia andare. Nel frattempo Bonnie e Jeremy trovano il corpo di Julian in una grotta assieme a quello degli altri Viaggiarori, ma arrivano i Viaggiatori che li fermano. I Viaggiatori riescono così a fare l'incantesimo e Julian prende possesso permanente del corpo di Tyler. Stefan e Damon hanno un'altra discussione, quando Damon sferra un pugno al fratello spiegando che era per Enzo. Stefan raggiunge poi Caroline, anche lei arrabbiata per esser stata tenuta all'oscuro, ma Stefan confessa che lo ha fatto per paura del suo giudizio. Damon sta preparando i bagagli quando arriva Elena: lui le dice che avrebbe voluto lasciarsi andare e fare qualcosa di sbagliato, ma non l'ha fatto per lei, e che è arrabbiato perché lo fa impazzire starle intorno e allo stesso tempo starle lontano. Elena è confusa ma è a quel punto che Damon la bacia. Ma nell'istante successivo, appena Damon si allontana, arrivano i Viaggiatori che attaccano lei e Stefan.
- Special guest star: Jasmine Guy (Sheila Bennett).
- Guest star: Michael Malarkey (Enzo St. John), Raffi Barsoumian (Markos), Chris Brochu (Luke Parker).
- Altri interpreti: Tamara Austin (Maria), Shelby McDaniel (Viaggiatore 1), Anna Murphy (Viaggiatrice 2), Alex Lukens (Viaggiatore 3), Brian Kinnett (Viaggiatore 4), Sonny Charles (Viaggiatore 5), Chauncey A. Jenkins (Viaggiatore 6).
- Ascolti USA: telespettatori 1 840 000 – share (18–49 anni) 3%[21]

## Terra promessa
- Titolo originale: Promised Land
- Diretto da: Michael Allowitz
- Scritto da: Rebecca Sonnenshine

### Trama
Stefan ed Elena sono prigionieri di Markos che ha bisogno del loro sangue per spezzare la maledizione delle streghe. Ma Stefan viene improvvisamente liberato da qualcuno, riuscendo così a scappare con Elena. Stefan allora chiama Damon, avvisandolo che sono scappati ma che non hanno bisogno di esser recuperati: Markos sta prendendo il controllo della città perciò non c'è tempo da perdere. Damon infatti assicura che se ne occuperà lui. Ma chiusa la conversazione viene attaccato da Enzo: quest'ultimo gli ricorda la promessa fatta ma Damon, pensando che Liv abbia un incantesimo per risolvere la situazione dell'Altra Parte, delega il problema a Bonnie. Elena e Stefan sono in cammino nel bel mezzo del nulla, hanno bisogno di nutrirsi e nel frattempo discutono di Damon: Stefan dice ad Elena che lei e Damon sono infelici se lontani perciò le consiglia, se è ciò che vuole, di tornare insieme a lui. Finalmente trovano qualcuno per avere un passaggio, ma scoprono che si tratta di Maria, una viaggiatrice, nonché moglie di Julian, proprio colei che li ha liberati. Damon intanto, con l'aiuto di Jeremy e Matt, ha preso tutti i corpi dei Viaggiatori della caverna: il suo piano è attirare Markos in casa sua e farlo uscire allo scoperto. Stefan ed Elena sono in macchina con Maria, che spiega perché li ha liberati: vuole trovare il marito Julian, che è nel corpo di Tyler, prima che Markos inizi l'incantesimo che annulla ogni tipo di magia, poiché a quel punto Julian morirebbe. Markos va nella caverna e trova un biglietto di Damon, dunque ,dopo averlo chiamato, si dirige a casa sua. Damon lo informa che ha ricoperto tutti i corpi dei Viaggiatori di benzina, ma Markos non si intimorisce: per il piano non ha bisogno di loro, poiché Damon ne ha trovati solo una parte. I Viaggiatori sono ovunque e pronti a sacrificarsi per spezzare la maledizione e avere una casa. Ma il suo scopo non è solo estirpare la magia a Mystic Falls, ma dall'intero pianeta. Damon a quel punto prova ad attaccarlo, ma Markos è troppo forte grazie al sangue dei doppelgänger, e annuncia che ormai l'incantesimo è iniziato. Elena e Stefan arrivano a Mystic Falls, ma all'improvviso la loro auto viene fermata da Liv e Luke: i gemelli non possono permettere che Markos spezzi la maledizione, quindi sono decisi a uccidere un doppelgänger. Maria muore sul colpo, Stefan ed Elena tentano di fuggire ma gli stregoni li tengono sotto tiro, ma proprio prima di sferrare il colpo mortale iniziano a perdere i loro poteri. Gli anelli solari di Stefan ed Elena perdono la loro magia facendoli bruciare alla luce del Sole e scappano cercando rifugio al Grill. Qui Matt li conduce nelle gallerie per cercare di uscire dal raggio di azione dell'incantesimo, ma la situazione diventa sempre più grave. Elena inizia a sentirsi affogare e Stefan inizia a sanguinare dal petto: l'incantesimo continua ad annullare la magia del vampirismo e quindi stanno per morire come erano morti rispettivamente la prima volta da umani. Damon è ancora con Markos: con uno stratagemma libera Julian/Tyler, che era imprigionato in cantina, che attacca Markos, ma l'effetto dell'incantesimo colpisce anche loro: Julian non ha più le zanne e anche Damon inizia a sanguinare. Non hanno scelta: devono abbandonare la casa e la città al più presto. Caroline e Bonnie sono al Whitmore College e fanno i bagagli: Bonnie ha rivelato che non c'è nessun incantesimo per fermare la distruzione dell'Altra Parte, ma all'improvviso le viene un'idea e ha bisogno di Enzo, che vuole tornare in vita e non ha intenzione di arrendersi. Enzo infatti cerca Maria e le propone un patto: aiutarli con l'incantesimo per riportarli in vita, come hanno fatto con Markos, ma nel momento in cui lei accetta si alza un forte vento e Maria viene portata via, scomparendo nel nulla. Damon intanto ha trovato Jeremy e raggiungono così Stefan ed Elena al Whitmore: Elena appena vede Damon non resiste e lo bacia, confessando di aver avuto paura di non rivederlo più. Stefan consiglia loro di andare avanti mentre lui aspetta Caroline e Bonnie. Poco dopo arriva Julian/Tyler che chiede di Maria. Stefan gli confessa che sua moglie è morta e Julian furioso lo attacca. Caroline interviene ma Stefan per difenderla finisce ucciso da Julian, che gli ha strappato il cuore. Con la morte di Stefan, l'incantesimo così, si interrompe. Enzo informa Bonnie che hanno perso Maria, quando compare Stefan e Bonnie gli confessa che non sa come fare per riportarlo indietro. Caroline intanto tiene tra le braccia il corpo di Stefan e urla disperata in cerca di aiuto.
- Guest star: Michael Malarkey (Enzo St. John), Raffi Barsoumian (Markos), Penelope Mitchell (Liv Parker), Chris Brochu (Luke Parker).
- Altri interpreti: Lana Young (Signora Douglas), Tamara Austin (Maria), Cynthia Barrett (Mamma calciatrice), Paul Hamm (Postino), Randall Newsome (Signor Sikes), Vince Pisani (Lavoratore al banco della frutta), John Eddins (Signor Douglas), Cadarious Tyrez Armstead (Viaggiatore imprenditore), Cigie George (Viaggiatrice imprenditrice), Kathleen Walsh (Viaggiatrice mamma giovane), Chad Marvin (Viaggiatore messaggero in bicicletta), Wayne Austin (Autista del camion).
- Ascolti USA: telespettatori 1 500 000 – share (18–49 anni) 2%[22]

## Casa
- Titolo originale: Home
- Diretto da: Chris Grismer
- Scritto da: Caroline Dries e Brian Young

### Trama
Damon ed Elena scoprono che Stefan è morto da Caroline, rimasta tutta la notte a piangere sul suo corpo. Inizialmente credono che Bonnie abbia una soluzione, ma quando vengono a sapere che aveva mentito, Damon, furioso, sfoga la sua rabbia. A questo punto arriva Enzo, il quale rivela di aver trovato un Viaggiatore che conosce l'incantesimo che può aiutarli. Nel frattempo, i cittadini di Mystic Falls vengono fatti allontanare dalla città da Liz, su ordine di Markos. Con la morte di Stefan l'incantesimo che cancella la magia delle streghe, che attingeva potere dal sangue dei 2 ultimi doppelgänger, non potrà più estendersi, ma è ancora attivo a Mystic Falls e Markos lo dimostra: fa portare Julian, nel corpo di Tyler, dentro il perimetro della città e Liz assiste alla sua morte, impotente. 
Infatti, la magia del vampirismo di Tyler (che lo teneva in vita) viene annullata e lui torna ad essere un licantropo morto, dato che fu con la sua morte che Klaus in passato lo trasformò. Liv e Luke si allontanano da Mystic Falls in auto, ma Elena e Caroline li fermano: hanno bisogno del loro aiuto per riportare indietro Stefan, ma i fratelli si rifiutano di aiutarli. Allora Caroline uccide Luke, costringendo Liv a collaborare. Dall'Altra Parte, intanto, Stefan rischia di finire nell'oblio, ma viene salvato da Lexi. I due vanno in cerca di Alaric e nel frattempo Lexi cerca di fargli aprire gli occhi su Caroline e sui suoi sentimenti. Bonnie intanto scopre chi è il Viaggiatore trovato da Enzo: si tratta di Silas, che vuole tornare in vita. Silas le insegna così l'incantesimo, ma poco dopo lui ed Enzo rischiano di essere risucchiati nell'oblio; Bonnie interviene ma salva solo Enzo e lascia andare Silas. Arriva poi la nonna di Bonnie, che rivela alla nipote di non voler tornare in vita, che troverà la pace, affermando di essersi occupata di lei. Liz, intanto, cerca di riunire al Grill i Viaggiatori, compreso Markos, per attuare il piano di Damon che prevede l'esplosione del locale. In questo modo, con la morte dei Viaggiatori, Stefan e gli altri potranno tornare in vita. Matt e Jeremy, intanto, aprono tutte le tubature sotterranee del gas. Liz purtroppo viene trattenuta nel bar da Markos, ma avvisa Damon che può procedere. Sarà Damon infatti a sacrificarsi per innescare l'esplosione, contando poi di tornare in vita attraverso Bonnie. Elena è contraria, ma Damon le chiede di rispettare la sua decisione e le promette che tornerà da lei. Ma quando sta per partire in auto, arriva Elena che si siede accanto a lui, decisa a non lasciarlo. Attraversano allora la città in auto e si schiantano al Grill, generando l'esplosione. Damon ed Elena muoiono e anche i Viaggiatori, tra cui Markos che promette a Bonnie che tornerà di nuovo in vita. Elena incontra Alaric dall'Altra Parte, che le dice di raggiungere Bonnie e che penserà lui a trovare Damon. Quest'ultimo si risveglia accanto a Liz, rimasta intrappolata nelle macerie del Grill, ma con l'aiuto di Alaric riesce a salvarla. Intanto Luke attraversa Bonnie e torna in vita, per poi correre dalla sorella che sta facendo l'incantesimo. Dopo di lui è il turno di Enzo e Tyler, tornato in sé ma non più ibrido: è risorto come una persona normale in quanto, tornato a nuova vita, il gene della licantropia è nuovamente inattivo. Anche Elena torna in vita, ma contro la sua volontà perché decisa ad aspettare Damon, confessando di non poter vivere senza di lui, mentre Bonnie la costringe. Dopodiché anche Stefan passa, seppur non volontariamente. Bonnie vuole far passare anche Lexi ma lei si rifiuta, poiché capisce che a ogni persona che la attraversa lei si indebolisce sempre di più. Arriva anche Markos, deciso a tornare in vita, ma Lexi lo attacca e Markos viene risucchiato nell'oblio. Lexi può trovare così la pace. Damon e Alaric raggiungono Bonnie e Alaric passa per primo. Ma Luke non è disposto ad aspettare un altro secondo visto che l'incantesimo sta prosciugando l'energia di Liv, così blocca l'incantesimo. Damon infatti tenta di tornare ma ormai è troppo tardi. Elena venuta a saperlo inizia a piangere, disperata. Stefan, sopraffatto dal dolore per la definitiva scomparsa di Damon e Lexi, pensa al fatto che le due persone che conosce da più tempo ormai non ci sono più, ma Caroline rimane al suo fianco per sostenerlo. Damon, accanto a Elena, la sfiora ancora una volta e le dichiara nuovamente tutto il suo amore dicendole di essere felice della vita che ha vissuto grazie a lei, nonostante quest'ultima non possa sentirlo; infine Alaric raggiunge la ragazza e la abbraccia. Jeremy, poco dopo, viene a sapere che Bonnie morirà comunque, essendo l'Ancora. Allora prova a raggiungerla, ma ormai l'Altra Parte sta per scomparire: Damon e Bonnie restano vicini, si tengono per mano e accettano il loro destino, quando una luce bianca li avvolge, lasciando in sospeso la frase di Damon: "Non lo so.."
- Guest star: Matt Davis (Alaric Saltzman), Marguerite MacIntyre (Sceriffo Liz Forbes), Michael Malarkey (Enzo St. John), Raffi Barsoumian (Markos), Penelope Mitchell (Liv Parker), Chris Brochu (Luke Parker), Jasmine Guy (Sheila Bennett), Arielle Kebbel (Lexi Branson).
- Altri interpreti: Cornell Austin Willis (Viaggiatore del furgone), Jarred Sonnier (Viaggiatore del cartello 1), Lennon Harrison (Viaggiatore del cartello 2), Trevor Scot Schliefer (Viaggiatore che passa).
- Ascolti USA: telespettatori 1 610 000 – share (18–49 anni) 3%[23]